# آبشار هایاتو
آبشار هایاتو (به انگلیسی: Hayato Great Falls) آبشاری است که در ساگامیهارا، کاناگاوا، ژاپن واقع شده و ارتفاع کلی ریزشگاه آن ۵۰ متر است.